# 廷伯克里克鎮區 (內布拉斯加州南斯縣)
廷伯克里克鎮區（英語：Timber Creek Township）是位於美國內布拉斯加州南斯縣的一個行政鎮區。

## 地方資料
廷伯克里克鎮區的面積為97.68平方千米，當中陸地面積為97.18平方千米，而水域面積為0.49平方千米。根據2020年美國人口普查的數據，當地共有人口186人，而人口密度為每平方千米1.9人。